# Den lilla gatan
Den lilla gatan är en målning av Johannes Vermeer från 1658.

## Beskrivning av målningen
Målningen visar en stilla gatuscen från Delft med några gamla hus, vid vilka fyra figurer kan urskiljas, uppehållande sig med vardagssysslor.
I förgrunden syns en stenlagd gata. Bakom denna ses till höger fasaden av ett hus och till vänster ingångarna till huset och en granngård. Huset till höger har en fasad av tegelsten, en trappstegsgavel och längs taket några utskärningar, Vänstra delen av fasaden leder i låg höjd till grannhuset. Flertalet fönsterluckor är stängda och endast genom den öppna dörren kan betraktren se en glimt av vad som sker innanför. I dörröppningen sitter en kvinna som knypplar. Framför huset ligger två barn på knäna i en lek. Genom öppningen till gården syns en tjänsteflicka lutad över en vattentunna. 
Vermeer har i målningen skapat en idylliserad bild av ro i hemmet, där kvinnosysslor och lek sysselsätter kvinnor och barn i trygg närhet av hemmet. 

## Proveniens
Sannolikt var Pieter van Ruijven första ägare av målningen, och den gick sedan i arv till änka, dotter och till svärsonen Jacob Dissius (1653-95). Den såldes tillsammans med andra målningar av Vermeer 1696 på auktionen efter Jacob Dissius till en okänd köpare.
Mot slutet av 1700-talet ägdes den av Gerrit Willem van Oosten de Bruyn i Haarlem och därefter av dennes änka 1797-99. I april 1800 såldes den till konstsamlaren Pieter van Winter (1745-1807) och efter dennes död övergick den i Lucretia van Winters (1785-1845) konstsamling. Hon gifte sig 1822 med Hendrik Six (1790-1847), varefter den utvidgade Six konstsamling bildades. Vid parets död gick konstsamlingen i arv till deras två söner. Endast den yngste, Jan Pieter Six (1824-99), gifte sig och bildade familj, och då han dog gick målningen i arv till sonen och konsthistorikern Jan Six (1857–1926). För att finansiera underhållet av Six konstsamling bjöd han ut Den lilla gatan på auktion, men fick inte sitt minimipris. Oljemagnaten Henri Deterding köpte till slut 1921 ut målningen ur Six konstsamling för 625.000 gulden och donerade den till den nederländska staten, varefter den har visats på Rijksmuseum i Amsterdam.

## Lokalitet

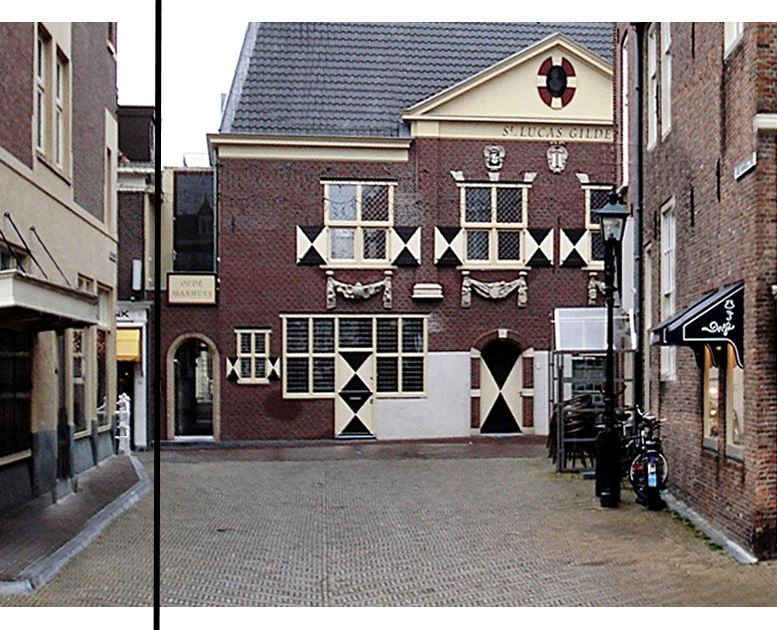
Sankt Lukasgillets replikahus vid Voldergracht, en utpekad plats för Den lilla gatan

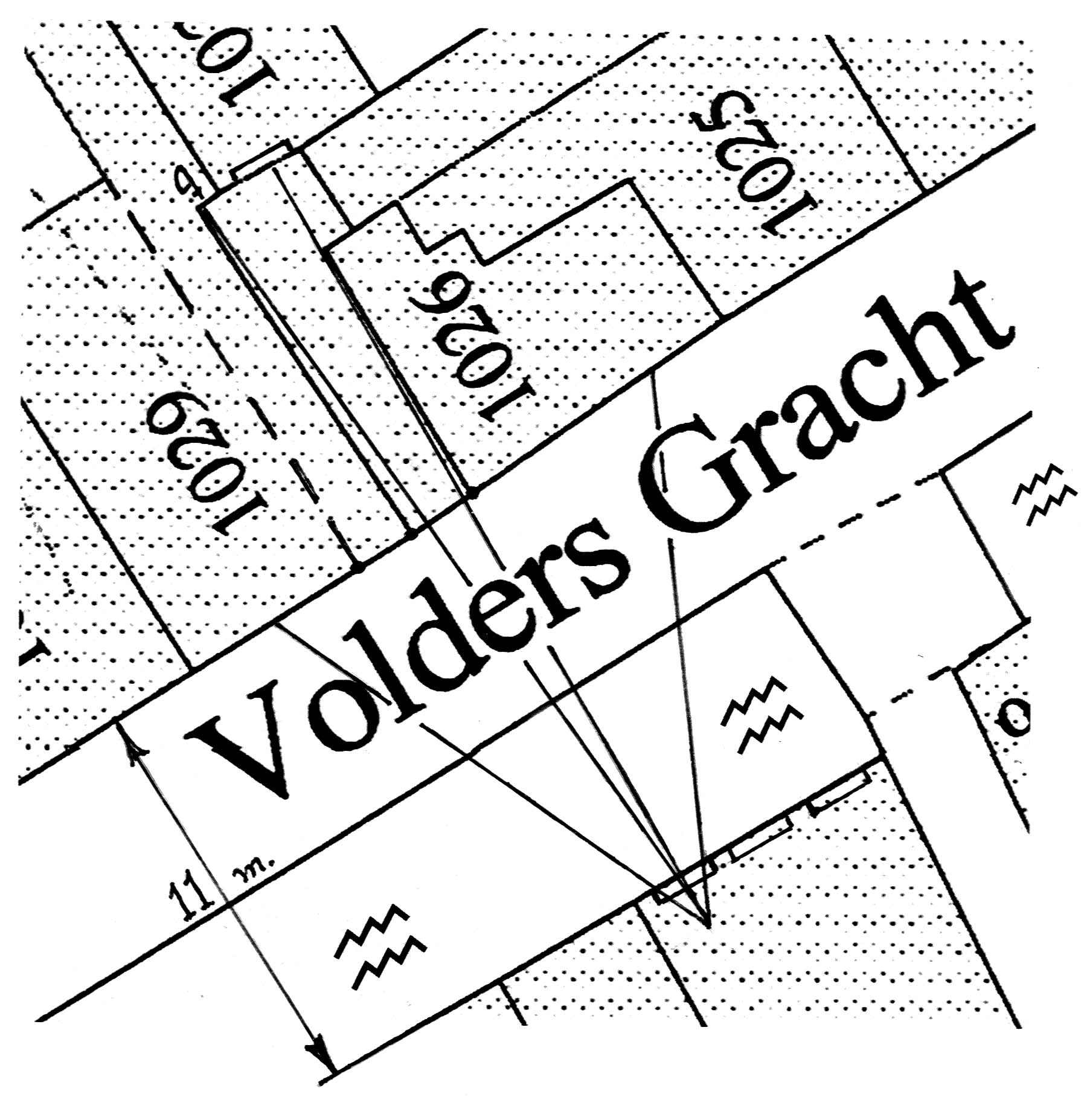
Siktlinjer från Mechelenhuset över Voldersgracht mot portgångarna i Den lilla staden, på en fastighetskarta från 1832

Det avbildade stället i Delft har diskuterats och många platser föreslagits: Oude Langendijk, Nieuwe Langendijk, Trompetstraat, Spieringstraat, Achterom, Vlamingstraat och Voldersgracht. Voldersgracht är den plats som oftast föreslagits, bland annat eftersom baksidan av Mechelenhuset, där Vermeer växte upp, vetter mot den lilla kanalen Voldersgracht och den smala kajgatan Voldersgracht Straat. 
Den nederländske konsthistorikern  Kees Kaldenbach ansåg 2000 sig ha lokaliserat platsen för Den lilla gatan till Nieuwe Langendijk 22-26. De byggnader från 1500-talet, som fanns där, revs 1982. Han baserar sig på arbeten som gjorts inför rivningen 1982. Husen gjordes då till föremål för en undersökning av ett team från Delfts tekniska universitet, med hjälp av några amatörarkeologer.
I Vermeer: A View of Delft , 2001, argumenterar Anthony Bailey för att Vermeer har komponerat ihop detaljer från olika håll och lagt till egna, snarare än att han försökt återskapa en exakt lokal.